# 1.59-inch Breech-Loading Vickers Q.F. Gun, Mk II
El 1.59-inch Breech-Loading Vickers Q.F. Gun, Mk II era una peça d'artilleria lleugera desenvolupada durant la Primera Guerra Mundial. Originalment va ser dissenyada pel seu ús a les trinxeres, però va ser provat en combats aire – terra per l'aviació. Encara que disparava projectils d'artilleria, I no tenia capacitat de disparar coets, era coneguda com a "Vickers-Crayford rocket gun."

## Disseny
Vickers va dissenyar aquesta arma a inicis de la Primera Guerra Mundial, amb la intenció que fos utilitzada per la infanteria en el combat de trinxeres, per atacar posicions de metralladores i búnquers. Per fer-ho capaç d'utilitzar per la infanteria, va utilitzar una munició petita I lleugera per a una arma d'aquest calibre. El seu lleuger pes I producció ràpida, feien que tingués un radi ofensiu efectiu de poca distància. Era tan lleuger, que la detonació de la munició d'AE estàndard britànica, que es va canviar el Sistema de propulsió I el Sistema de foc. La arma disparava munició d'uns 0.54 kg d'AE a uns 244 metres per segons; la arma també podia disparar munició d'AP a 305 metres per segon. La munició de la arma era 40x79R, que era una variant de la versió antiaèria naval de 40x158R, amb la munició reduïda de 158 mm a 79 mm.
La arma, va ser creada per la seva utilització a les trinxeres, amb un tir únic; el operador havia d'extreure el la bala manualment I recarregar-lo manualment abans de tornar a disparar, I per això tenia una cadència de foc tan baixa. Tenia un Sistema de càrrega com un rifle, I estava muntada en un Sistema d'eliminació de retrocés, que consistia en un Sistema hidràulic. I afegia un Sistema de guiat en el tub.
Vickers va produir aquesta arma a la seva planta a Crayford, England.

## Historial d'operació
El concepte d'utilitzar el 1.59-inch Breech-Loading Vickers Q.F. Gun, Mk II en les trinxeres va ser suprimit per la introducció del morter de trinxera, que era més simple, més barat, fàcil d'utilitzar, portable I més efectiu.
Amb una arma que no es volia més a les trinxeres, es va decidir adaptar per utilitzar-la en combats aire-aire, contra zepelins I globus d'observació, I contra objectius terrestres com trens, reserves de munició I tancs. Quan es va muntar en un avió, la arma podia disparava munició incendiaria, AP I AE. La munició incendiaria es veia com un coets, ja que per darrere emetia flames, I per això es va conèixer a aquesta arma com "Vickers-Crayford rocket gun."
La arma va ser utilitzada en aviació a partir de 1917. Per fer les proves, es va donar a les esquadrons 100 i 102 de la Royal Flying Corps, en abril de 1917. Les esquadres van provar les armes I van entregar uns documents bastant variats. Alguns aviadors van dir que era una arma magnifica arma, ja que podia, fins I tot, para un tren, però igualment tenia alguns problemes, com per exemple que el cartutx, a vegades no es podia extreure. En una ocasió, la bala no va ser disparada, però estava activada, I va explotar en ser extreta del canó.
S'esperava que fos una arma útil per a destrossar els avions i zepelins que ataquessin Londres. Es va construí un prototip d'un avió biplaça de combat aeri, el Vickers F.B.25 que utilitzava l'arma, però es va acabar estrellant en maig de 1917, en el camí cap Martlesham Heath. El Royal Aircraft Factory N.E.1 caça nocturn també va ser construït per a utilitzar la arma, però va ser un avió bastant dolent en atac I defense nocturna, I no es va acabar muntant. Després de no aconseguir les ordres de producció, I l'interès en el 1.59-inch Breech-Loading Vickers Q.F. Gun, Mk II va anar-se perdent, fins finalment utilitzar únicament la munició incendiaria per a les metralladores.

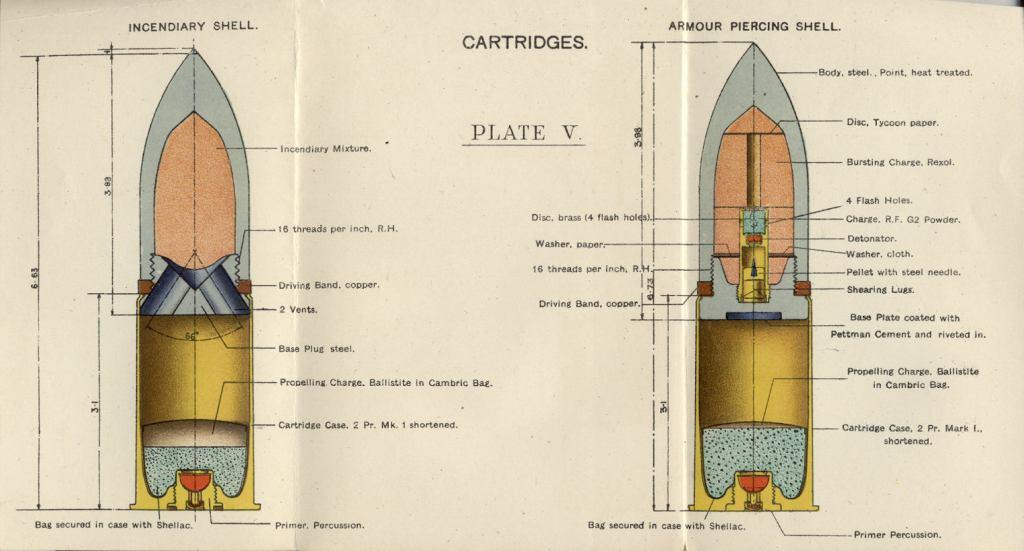
Incendiaria (L) & AP (R)